# 東久留米站
東久留米站（日语：／ Higashi-kurume eki */?）是一個位於東京都東久留米市東本町，屬於西武鐵道池袋線的鐵路車站。車站編號是SI14。

## 車站結構
對向式月台2面2線的地面車站，設有跨站式站房。

### 月台配置
| 月台 | 路線   | 方向 | 目的地                             |
| ---- | ------ | ---- | ---------------------------------- |
| 1    | 池袋線 | 上行 | 練馬、池袋、新木場、澀谷、橫濱方向 |
| 2    | 池袋線 | 下行 | 所澤、飯能、西武秩父方向           |

## 使用情況
2016年度1日平均上下車人次為54,386人，西武鐵道全部92個車站當中排行第17位。
近年1日平均上下車人次、上車人次的推移如下表。
| 年度               | 1日平均 上下車人次 | 1日平均 上車人次 | 來源              |
| ------------------ | ------------------ | ---------------- | ----------------- |
| 1990年（平成02年） |                    | 21,860           | [ 東京都統計 1 ]  |
| 1991年（平成03年） |                    | 21,984           | [ 東京都統計 2 ]  |
| 1992年（平成04年） |                    | 22,074           | [ 東京都統計 3 ]  |
| 1993年（平成05年） |                    | 21,975           | [ 東京都統計 4 ]  |
| 1994年（平成06年） |                    | 22,395           | [ 東京都統計 5 ]  |
| 1995年（平成07年） |                    | 22,582           | [ 東京都統計 6 ]  |
| 1996年（平成08年） |                    | 22,962           | [ 東京都統計 7 ]  |
| 1997年（平成09年） |                    | 23,170           | [ 東京都統計 8 ]  |
| 1998年（平成10年） |                    | 23,701           | [ 東京都統計 9 ]  |
| 1999年（平成11年） |                    | 23,959           | [ 東京都統計 10 ] |
| 2000年（平成12年） |                    | 24,033           | [ 東京都統計 11 ] |
| 2001年（平成13年） | 47,798             | 24,216           | [ 東京都統計 12 ] |
| 2002年（平成14年） | 47,719             | 24,148           | [ 東京都統計 13 ] |
| 2003年（平成15年） | 48,673             | 24,607           | [ 東京都統計 14 ] |
| 2004年（平成16年） | 48,983             | 24,759           | [ 東京都統計 15 ] |
| 2005年（平成17年） | 49,205             | 24,874           | [ 東京都統計 16 ] |
| 2006年（平成18年） | 49,754             | 25,121           | [ 東京都統計 17 ] |
| 2007年（平成19年） | 50,840             | 25,642           | [ 東京都統計 18 ] |
| 2008年（平成20年） | 51,791             | 26,063           | [ 東京都統計 19 ] |
| 2009年（平成21年） | 52,302             | 26,288           | [ 東京都統計 20 ] |
| 2010年（平成22年） | 52,275             | 26,129           | [ 東京都統計 21 ] |
| 2011年（平成23年） | 51,808             |                  |                   |
| 2012年（平成24年） | 52,520             |                  |                   |
| 2013年（平成25年） | 53,547             |                  |                   |
| 2014年（平成26年） | 52,953             |                  |                   |
| 2015年（平成27年） | 53,984             |                  |                   |
| 2016年（平成28年） | 54,386             |                  |                   |

## 相鄰車站
西武鐵道
 池袋線
■快速急行、■急行
通過
■通勤急行（只限上行運行）
保谷（SI12） ← 東久留米（SI14） ← 所澤（SI17）
■快速、■通勤準急、■準急、■各站停車（通勤準急只限上行運行）
雲雀之丘（SI13）－東久留米（SI14）－清瀨（SI15）

## 外部連結
- 東久留米 - 西武鐵道
- 関東の富士見百景 (No.63) （页面存档备份，存于） - 国土交通省 関東地方整備局